# Mikroszkóp

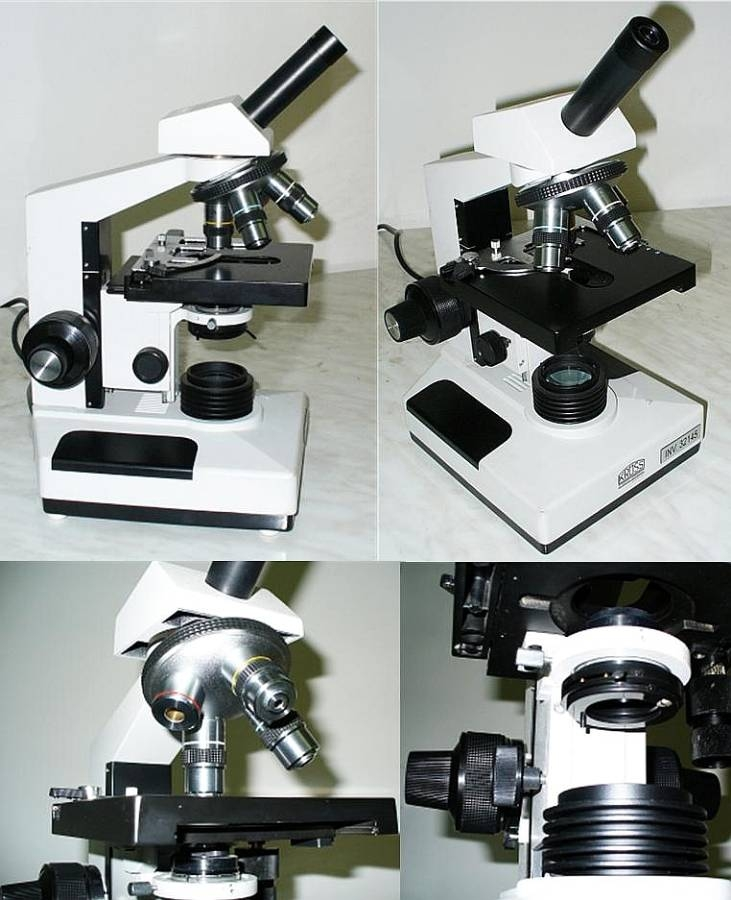
Egyszerű egyokuláros (monokuláris) laboratóriumi/oktató mikroszkóp

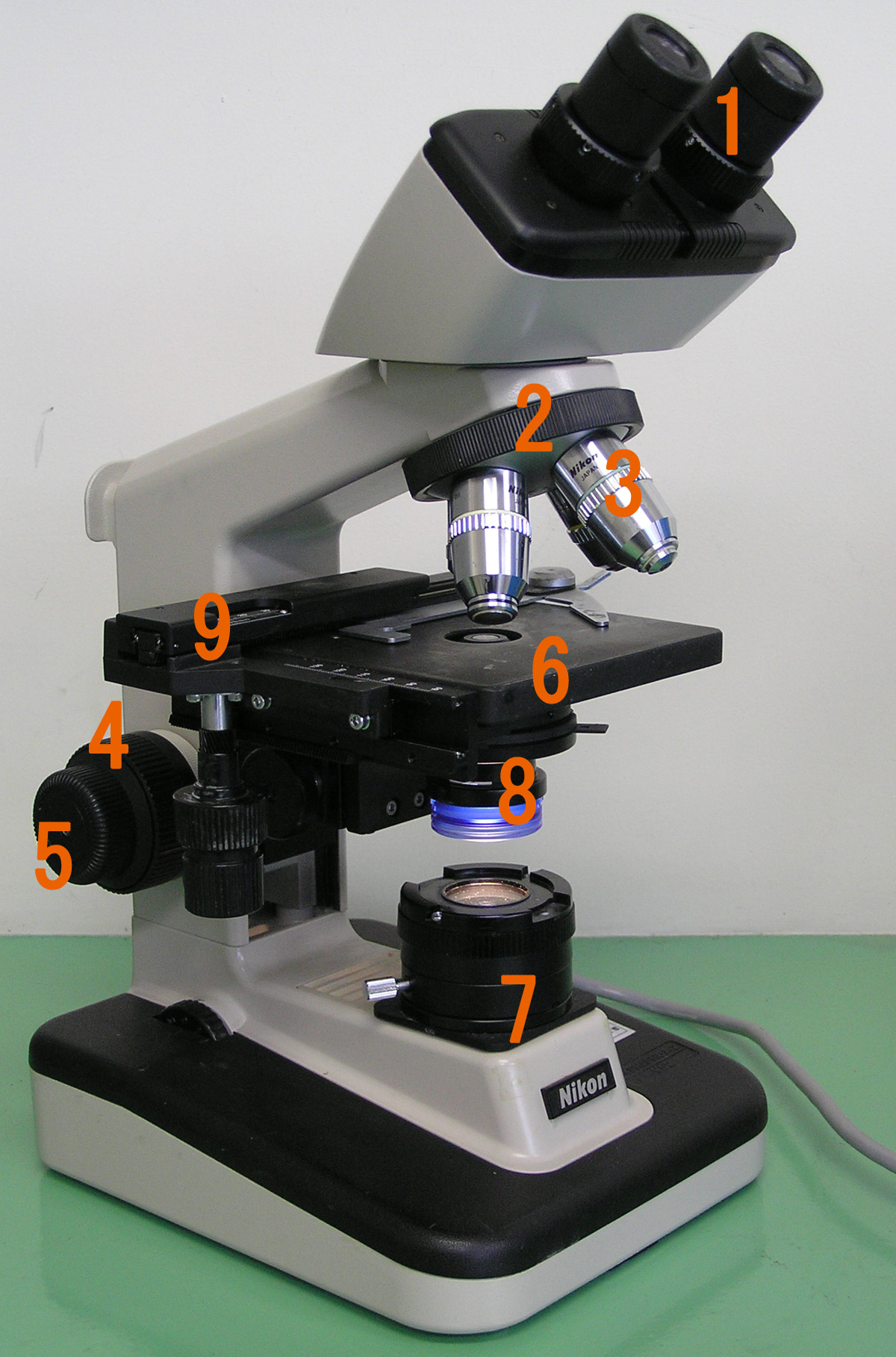
Egy Nikon alphaphot típusú binokuláris laboratóriumi/oktató mikroszkóp

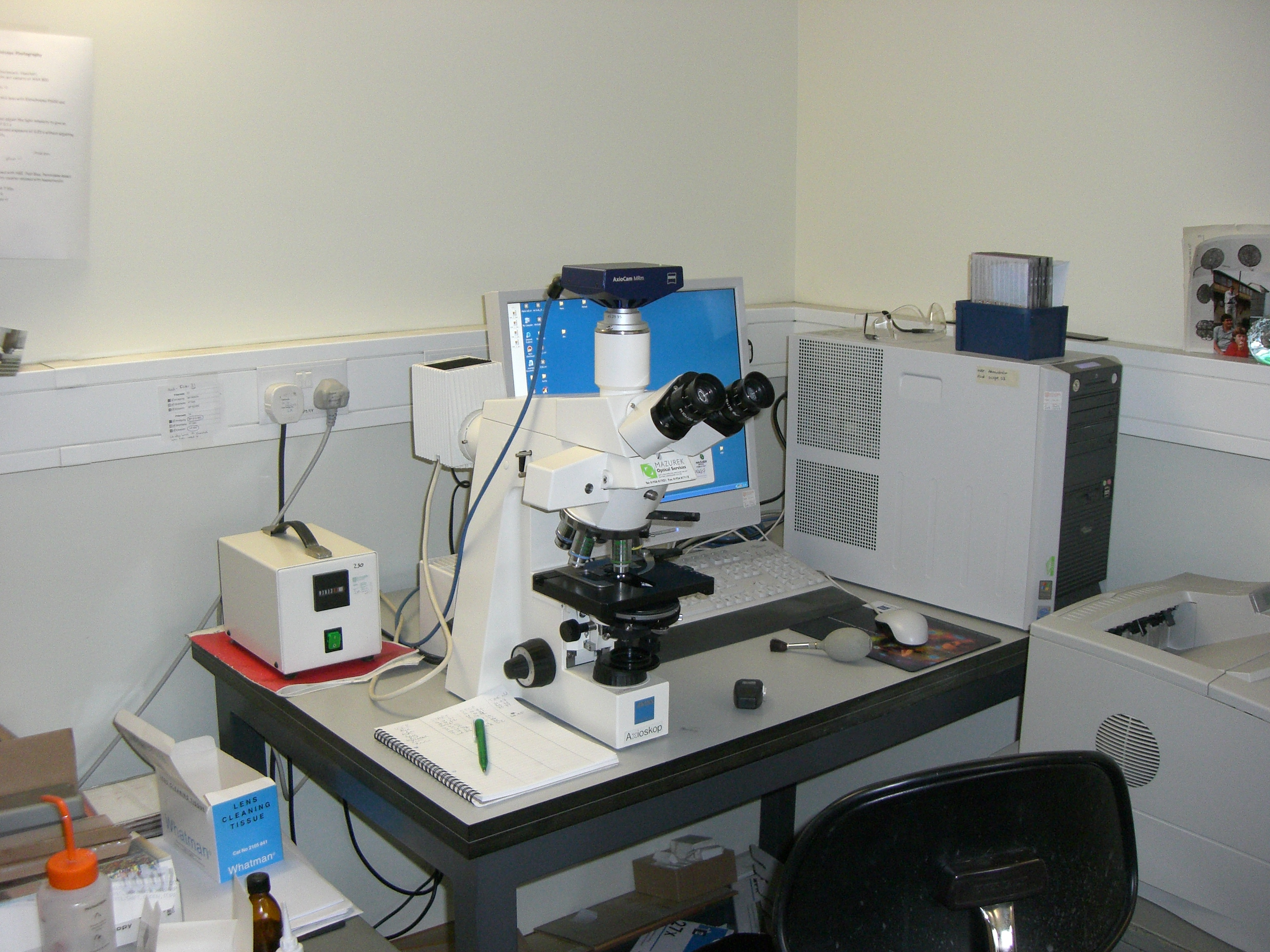
Egy modern kutatómikroszkóp higanygőzlámpa megvilágítással (fluoreszcenciamikroszkópiához). A készülék fel van szerelve digitális kamerával a fotózáshoz, ezen túlmenően számítógéphez is csatlakozik

A mikroszkóp (görögül: mikron = kicsi + szkopein = nézni) vagy régebbi nevén górcső egy eszköz, mely megjeleníti a szabad szemmel láthatatlan apró vizsgálati objektumokat. Az ilyen tárgyak mikroszkóppal való tanulmányozásának tudománya a mikroszkópia. A mikroszkopikus szó jelentése kicsi, szabad szemmel láthatatlan, megtekintésükhöz tehát mikroszkóp szükséges.
A mikroszkóp több mint 400 éves múltra tekint vissza. Az elsőt Hollandiában készítették, valamikor 1590 és 1608 között. Mind a dátum, mind a feltaláló(k) kiléte bizonytalan. Három szemüvegkészítőt szoktak feltalálóinak nevezni: Hans Lippershey-t (aki az első igazi teleszkópot is kifejlesztette), Hans Janssent, és fiát, Zachariast.
A korai mikroszkópok lencséinek minősége igen gyenge volt, ezért torz képet adtak. Ennek ellenére ezek a meglehetősen durva eszközök óriási segítséget jelentettek az állatok, a növények és az ember szervezetének megismerésében.
A legelterjedtebb mikroszkópféle – az elsőként feltalált – fénymikroszkóp. Ez egy optikai eszköz, ami egy lencserendszerből és a szükséges kiegészítő részekből (tubus, állványzat, tárgyasztal, beállító csavarok, megvilágító rendszer) tevődik össze, melyek segítségével nagyított képet állít elő. A fénymikroszkópon kívül sok más mikroszkópfajta létezik.

## Fénymikroszkópok

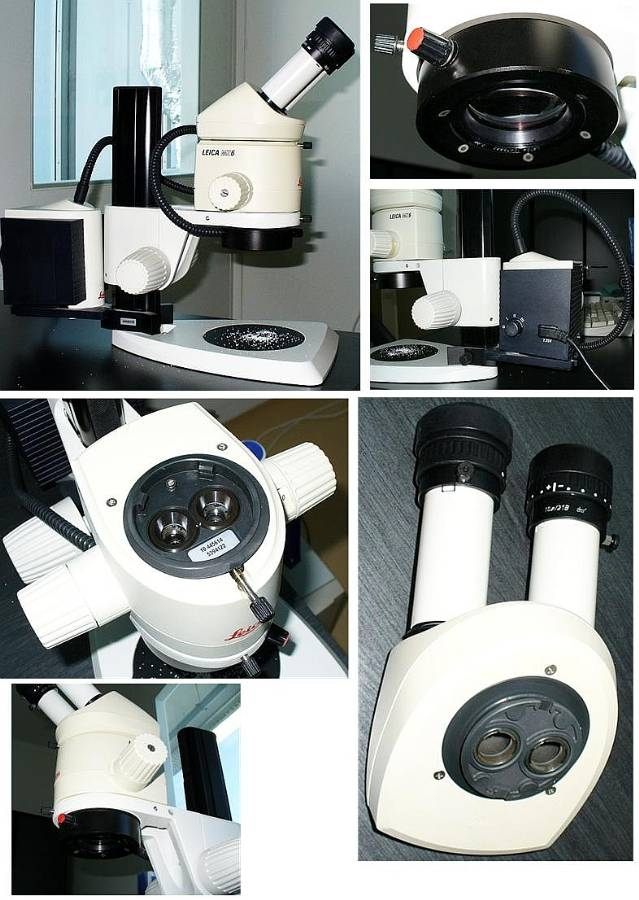
Sztereómikroszkóp - inkább kisebb mértékű nagyításra használják

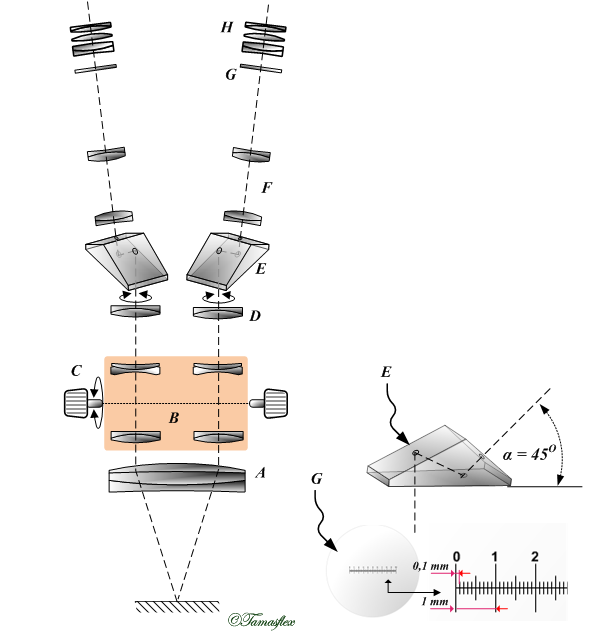
Egy korszerű sztereó mikroszkóp rajza.
A - tárgylencse
B - Forgó dobra szerelt hollandi távcsövek
C - Nagyításváltó kezelőgomb
D - E - F - G - H - Binokuláris feltét [https://web.archive.org/web/20100625023758/http://www.tavcso.hu/sztereo.php

A fénymikroszkópok, mivel látható fényt használnak, a legegyszerűbb és leggyakrabban alkalmazott mikroszkópok. Friss kutatások kimutatták (lásd Brian J. Ford tanulmánya az egyszerű mikroszkópokról), hogy még az olyan egyszerű mikroszkópok is, melyek csupán egy lencsével rendelkeztek, megdöbbentően tiszta képet tártak a korai mikroszkopizálók szeme elé. Manapság több lencséből felépülő összetett mikroszkópok szolgálják a tudományt sok területen, főleg a biológiában és a geológiában.
A fénymikroszkópok fénytörő lencséket alkalmaznak, melyek gyakran üvegből, néha műanyagból készülnek. Ezek segítségével irányítják a fényt a szembe, vagy más fényérzékelőbe. A fénymikroszkóp nagyítása legtöbbször maximum 1500-szoros, elméleti felbontóképességük 0,2 mikrométer. Speciális technikákkal (úgy mint a konfokális pásztázó mikroszkóp) képesek vagyunk átlépni ezt a nagyításhatárt, de a diffrakció miatt a felbontás nem növelhető minden határon túl.
Más, nem látható tartományba eső elektromágneses hullámokat használó mikroszkópokat is gyakran optikai mikroszkópnak neveznek. Ezek közül nagy feloldóképessége miatt leggyakoribb a röntgenmikroszkóp, melynek – az elektronmikroszkópokkal ellentétben – nincs szüksége vákuumra, viszont a röntgensugarak lencserendszerekkel nem is fókuszálhatók.
Népszerűségük miatt a mikroszkópoknak sok tartozékuk, kiegészítőjük van, melyek megkönnyítik a használatukat, vagy javítják a képminőséget.
Speciális fénymikroszkópok:
- Ultraibolya-mikroszkóp
- Ultramikroszkóp
- Fáziskontraszt-mikroszkóp
- Fluoreszcenciamikroszkóp
- Konfokális pásztázó mikroszkóp
- Polarizációs mikroszkóp
- Binokuláris mikroszkóp
- Sztereomikroszkóp
- Lumineszcencia-mikroszkóp[1]

## Elektronmikroszkópok

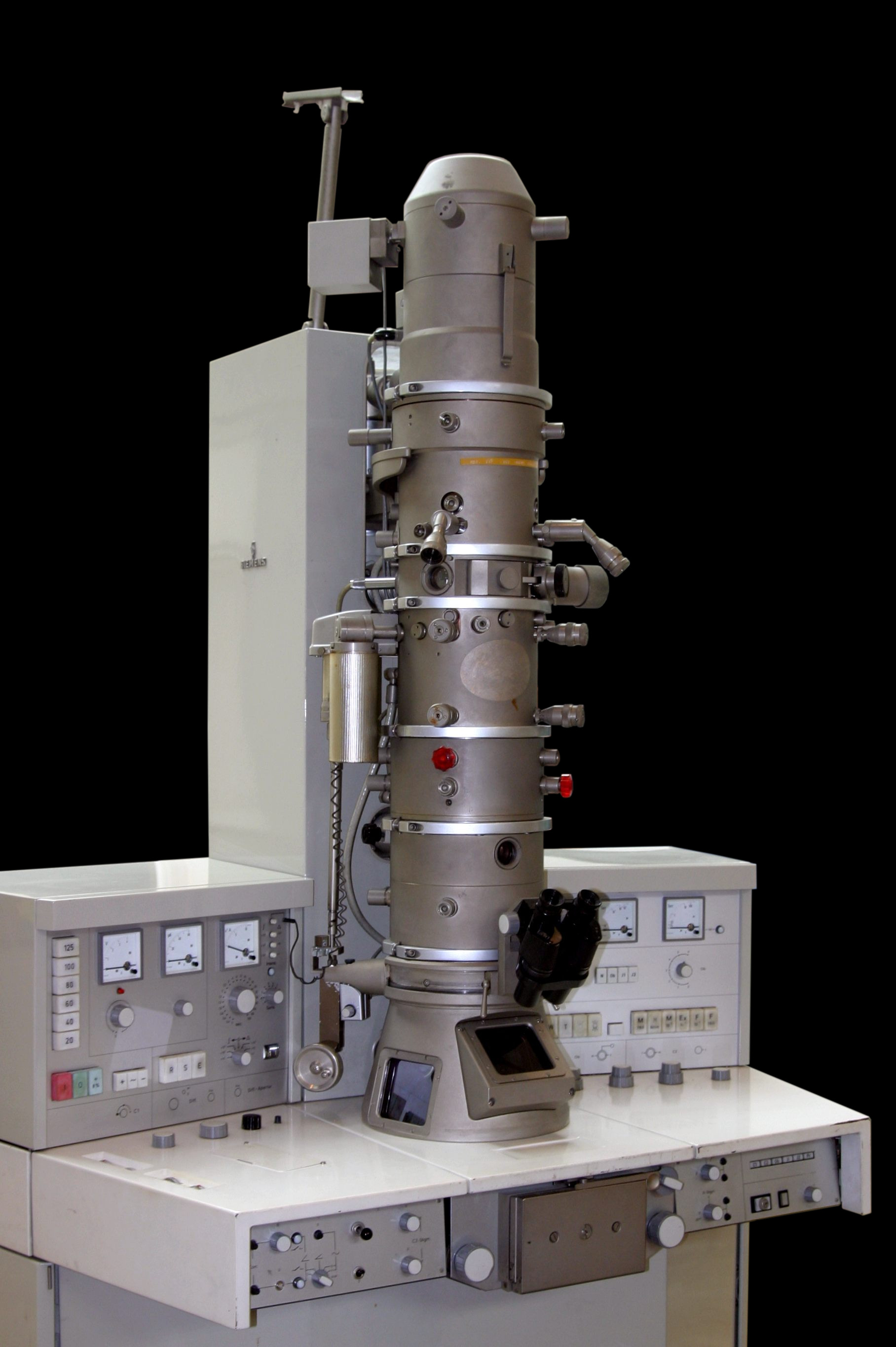
Elektronmikroszkóp

Az elektronmikroszkópoknál (EM) , melyeknél fény helyett elektronsugarakat használnak, rendkívüli nagyítások elérésére tervezték. Mivel az elektronok hullámhossza sokkal kisebb, mint a látható fényé, sokkal finomabb felbontást tesznek lehetővé. Az elektronsugár legnagyobb hátránya, hogy a levegőn keresztülhaladva szétszóródik, ezért használatához vákuum szükséges.
Az elektronmikroszkóp lencséi nem a fénytörés elve alapján működnek, hanem axiális szimmetriájú, görbült mágneses teret létrehozó elektronmágnesek. Mivel az elektronsugárzás töltött részecskékből áll, elektrosztatikus vagy mágneses terekkel eltéríthetők.  Miután az elektronok keresztülhaladtak a berendezésen, megfigyeléshez és beállításhoz egy fluoreszcens ernyőn, a képek rögzítéséhez pedig a fényképezésben használthoz hasonló sugárérzékeny emulzióval bevont lemezen, vagy CCD érzékelőn(töltés csatolt érzékelőn) fogják fel őket.
Az elektronmikroszkópoknak két fő változata létezik:
- Pásztázó elektronmikroszkóp: Tömör testek felszíni morfológiájának vizsgálatához használatos. A tárgy letapogatható egy finom elektronsugár segítségével, az elektronsugár és az anyag kölcsönhatásából keletkező jeleket a készülék megfelelő detektora érzékeli. A módszer az anyagok kémiai összetételének vizsgálatához is használható Elektronmikroszkópos mikroanalízis során.
- Transzmissziós elektronmikroszkóp: az elektronok áthaladnak a mintán, a módszer megfelelője az átvilágításos fénymikroszkópia. A mintát a vizsgálathoz speciális módon, különös gonddal kell előkészíteni.

## Pásztázószondás mikroszkópok
A pásztázó mikroszkópiában (PM) egy mikroszkopikus sugárszondát használnak a felület feltérképezésére. A módszer lényege, hogy a letapogatandó terület fölött végigvezetik a fókuszált szondasugarat, és megfelelő jelfogókkal összegyűjtik, és megfelelő erősítés után, a szondasugár mozgásával szinkronizáltan kijelzik, illetve rögzítik a köztük fellépő kölcsönhatás erősségét. Hogy pontosan milyen kölcsönhatást detektálunk, attól függ, milyen fajta pásztázó mikroszkópot használunk.
A pásztázó mikroszkópok néhány fajtája:
- Atomerő-mikroszkóp
- Elektrosztatikus mikroszkóp
- Mágneses erőmikroszkóp
- Pásztázó alagútmikroszkóp
- Közeli terű pásztázó optikai mikroszkópia
- Pásztázó elektronmikroszkóp

## Más mikroszkópok
Az akusztikus mikroszkóp hanghullámokat használ, hogy megmérje egy minta hangvezetését, hasonlóan a szonárhoz.
Olyan területen használják őket, ahol a tárgy felszíne alatt megbújó hibákat kell kiszűrni. Gyakran alkalmazzák integrált áramkörök vizsgálatára.